# Малиновка (Далматовський район)
Мали́новка (рос. Малиновка) — присілок у складі Далматовського району Курганської області, Росія. Входить до складу Новопетропавловської сільської ради.
Населення — 330 осіб (2010, 356 у 2002).
Національний склад станом на 2002 рік: росіяни — 92 %.
До 1964 року присілок називався Чертієвка.